# مسیحی‌شدن مردمان ژرمن

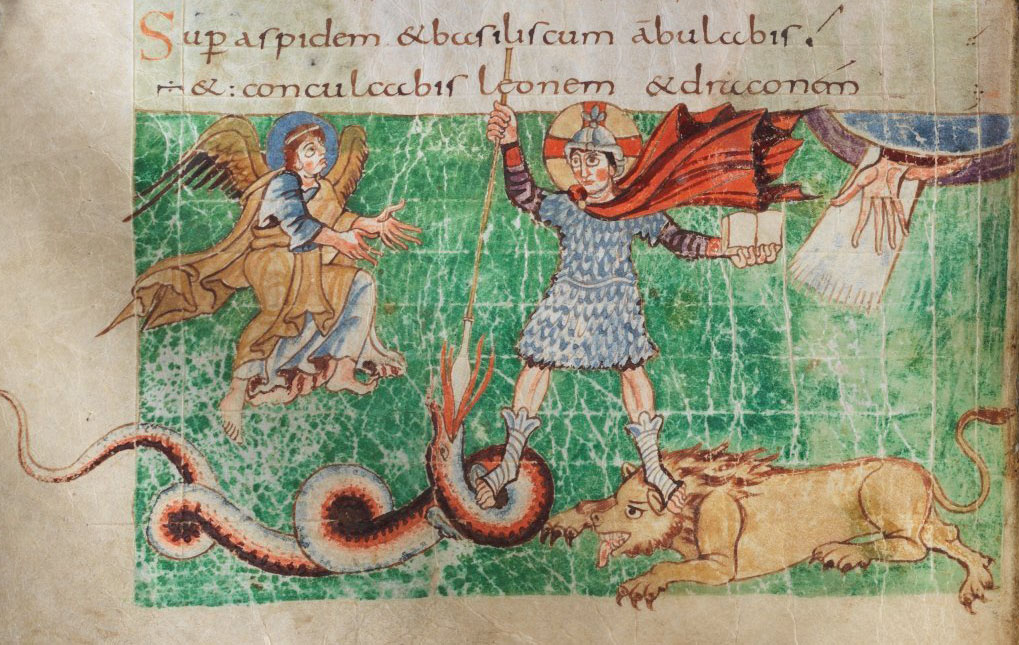
تصویری از مسیح در قرن نهم به عنوان یک جنگجوی قهرمان (Psalter اشتوتگارت، فصل ۲۳، تصویر مزمور ۹۱:۱۳)

اقوام ژرمن در دوران باستان متأخر و قرون وسطای آغازین به تدریج تحت تأثیر مسیحیت قرار گرفتند. تا سال ۷۰۰ پس از میلاد، انگلستان و فرانسه رسماً مسیحی بودند و تا سال ۱۱۰۰، پاگانیسم ژرمنی نیز نفوذ سیاسی خود را در اسکاندیناوی از دست داد.

## تاریخچه
در قرن چهارم، روند اولیه مسیحی شدن مردمان‌گوناگون‌ژرمن، تا حدی به واسطه نفوذ امپراتوری روم که یک نظام مسیحی بود در میان پاگان‌های اروپایی تسهیل شد. تا زمان سقوط امپراتوری روم غربی، قبایل ژرمنی که به آنجا مهاجرت کرده بودند (به استثنای ساکسون‌ها، فرانک‌ها و لمباردها) به مسیحیت گرویده بودند. بسیاری از آنها، به ویژه گوت‌ها و وندال‌ها آریانیسم را به جای تثلیث پذیرفتند. شورای نخست نیقیه یا ارتدکس) که مسیحیت خلقیدونی به جزم‌اندیشی در اعتقادنامه نیقیه را تعریف کرده‌است. ظهور تدریجی مسیحیت ژرمنی، به‌ویژه در میان گروه‌های مرتبط با امپراتوری روم، گاهی داوطلبانه بود. از قرن ششم، مردم‌ژرمن توسط مبلغان کلیسای کاتولیک تغییر مذهب دادند (یا از آریانیسم به کاتولیک گرویدند).
بسیاری از گوت‌ها به عنوان افرادی خارج از امپراتوری روم به مسیحیت گرویدند. بعضی اعضای قبایل دیگر زمانی که آن قبایل در داخل امپراتوری روم مستقر شدند به مسیحیت گرویدند و بیشتر فرانک‌ها و آنگلوساکسون‌ها چند نسل بعد به دین مسیحیت گرویدند. در طول قرن‌های پس از سقوط روم، با افزایش جدایی شرق و غرب بین اسقف‌نشین‌های وفادار به پاپ‌روم در کلیسای کاتولیک‌غربی و وفادار به سایر پاتریارک‌های کلیسای ارتدکس شرقی، بیشتر مردمان ژرمن (به استثنای گوت‌های کریمه و چند گروه دیگر شرقی) به تدریج با کلیسای کاتولیک در غرب متحد شدند، این اتفاق در زمان سلطنت شارلمانی شدت بیشتری گرفت.

### گوت‌ها
در قرن سوم، قبایل‌ژرمن‌شرقی به استپ‌ها، شمال دریای سیاه در جنوب غربی اوکراین، شبه‌جزیره کریمه و از آنجا به بیسارابیا و رومانی امروزی مهاجرت کردند. گروتونگی‌ها یا اوستروگوت‌ها به زندگی در بیسارابیا و تروینگی‌ها به زندگی در استان‌های مولدووا و والاچیا، جایی که آن‌ها کائوکالند می‌نامیدند پرداختند. فرهنگ و هویت گوت‌ها تأثیر زیادی از مردم ژرمن‌شرقی مانند سرم‌ها، داس‌ها و رومی‌های ساکن در آن مناطق گرفته بود. در همان زمان، مهاجمان گوت بسیاری از رومی‌ها، از جمله بسیاری از مسیحیان، را به اسارت گرفتند.
اولفیلاس، یا ولفیلا، پسر یا نوه یکی از مسیحیان ساداگولتینا (در نزدیکی پارناسوس) در کاپادوکیه بود که توسط گوت‌ها به اسارت درآمده بود. در سال ۳۳۷ یا ۳۴۱ اولفیلاس توسط امپراتور آریان کنستانتیوس دوم برای دعوت گوت‌ها به مسیحیت به نزد آنها فرستاده شد و او اولین اسقف گوت‌ها (آریانی مسیحی) شد. تا سال ۳۴۸ میلادی، یکی از پادشاهان گوت به نام ریکوس پاگان شروع به آزار و اذیت گوت‌های مسیحی کرد، و اولفیلاس و بسیاری دیگر از گوت‌های مسیحی، به داخل مرزهای امپراتوری روم گریختند.
بین سالهای ۳۴۸ و ۳۸۳، اولفیلاس کتاب مقدس را به زبان گوتی ترجمه کرد. بنابراین برخی از مسیحیان آریانی در غرب از زبان‌های بومی، در این مورد از جمله زبان گوتی و لاتین، برای موارد مذهبی استفاده می‌کردند.

### فرانک‌ها و آلامانی‌ها

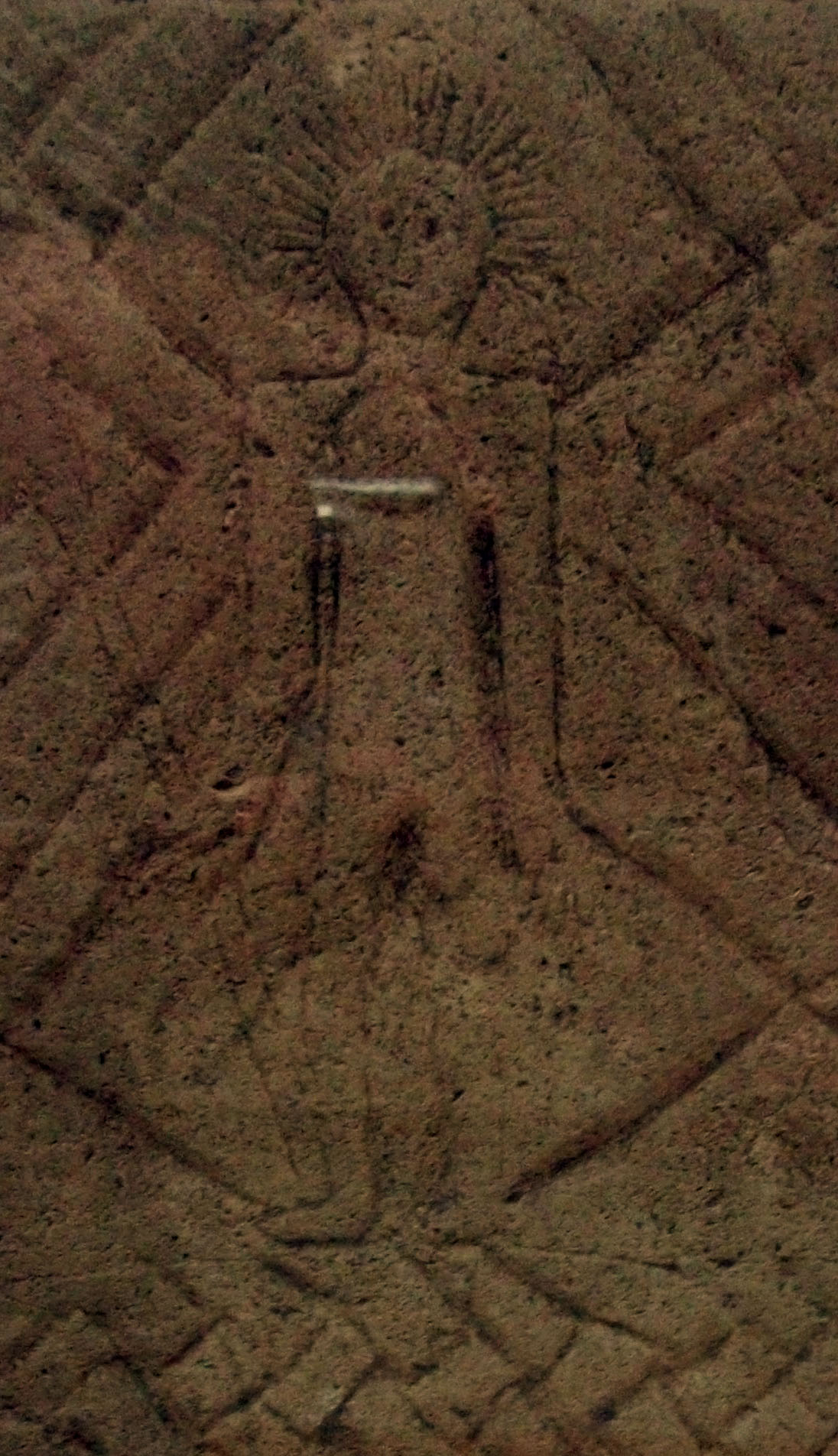
مجسمه حک شده بر سنگ قبر فرانک کونیگزوینتر (قرن هفتم)، که به عنوان اولین شاهد حضور مسیحیان در راین‌لند آلمان شناخته می‌شود. این شکل احتمالاً تصویری از مسیح به عنوان یک جنگجوی قهرمان است که یک نیزه در دست دارد و یک هاله یا تاجی از پرتوها از سر او بیرون می‌زند.

فرانک‌های پاگان که از قرن سوم به گُل مهاجرت کرده بودند همراه با مروونژی‌ها در روز کریسمس در سال ۴۹۸ به کلیسای کاتولیک گرویدند، پس از نبرد تولبیاک، زمانی که کلوویس یکم مسیحی ش شد و در رنس غسل تعمید یافت. جزئیات این رویداد توسط گریگوری تور نقل شده‌است که سال‌ها بعد در قرن ششم آن‌ها را ثبت کرد. پس از تغییر دین، او فرانک‌ها را به عنوان دشمن بدعت‌گذاران و بربرهای آریانی معرفی کرد. با این حال، شواهد نشان می‌دهد که کلوویس در ایجاد اختلاف مذهبی بین ویزیگوت‌های آریانی و گالو-رومی‌ها شکست خورده‌است و هیچ نشانه‌ای وجود ندارد که مذهب انگیزه جنگ‌های او بوده‌است. بسیاری از اشراف فرانک در گرویدن به مسیحیت از کلوویس پیروی کردند، اما گرویدن همه رعایای او پس از تلاش‌های بسیار و در برخی مناطق طی دو قرن بعدی اتفاق افتاد. وقایع‌نگاری سنت دنیس نقل می‌کند که پس از تغییر دین کلوویس، تعدادی از پاگان‌ها که ناراضی بودند در اطراف راگناچار که نقش مهمی در به قدرت رسیدن اولیه کلوویس ایفا کرده بود، گرد آمدند. اگرچه متن در مورد علت دقیق آن نامشخص است، کلوویس راگناچار را اعدام کرد. در درجه اول به دلیل کار شبکه رو به گسترش صومعه‌ها، بر بخش‌هایی که بر پذیرش مسیحیت مقاومت می‌کردند غلبه شد.
آلامان‌ها تنها پس از یک دوره تلفیق در قرن هفتم، با تقلید تدریجی از مذهب جدید اشراف مروونژی، مسیحی شدند. لمباردها با ورود به ایتالیا، مسیحیت کاتولیک را نیز در قرن ششم پذیرفتند.
تا سال ۱۰۶۶، زمانی که دانمارکی‌ها و نورس‌ها جایگاه خود را در بریتانیا از دست داده بودند، کارهای مذهبی و تبلیغی در آلمان عمدتاً توسط مبلغان آنگلوساکسون سازماندهی می‌شد و موفقیت‌های متفاوتی داشت. یک رویداد کلیدی قطع بلوط دونار در سال ۷۲۳ در نزدیکی فریتزلار توسط سنت بونیفایس، رسول آلمانی‌ها و اولین اسقف اعظم ماینس بود.

### ساکسون‌های قاره‌ای
تغییر دین ساکسون‌های قدیم توسط نیروی نظامی و شارلمانی صورت گرفت و فرانک‌ها در یک مجموعه لشکرکشی (جنگ‌های‌ساکسون) با موفقیت به پایان رسید، که از سال ۷۷۲ با نابودی ایرمنسول آنها شروع شد و با شکست او به اوج خود رسید. قتل‌عام رهبران ساکسون در کشتار وردن در سال ۷۸۷ و انقیاد این نژاد بزرگ با جابه‌جایی اجباری جمعیت ساکسون‌ها به قلمرو فرانک‌ها و به‌عکس صورت گرفت.

### انگلستان
مسیحی شدن انگلستان آنگلوساکسون در حدود سال ۶۰۰ میلادی، تحت تأثیر مأموریت گریگوری از جنوب شرقی و هیئت هیبرنو-اسکاتلندی از شمال غربی آغاز شد. پاپ گریگوری یکم اولین اسقف اعظم کانتربری، آگوستین کانتربری، را در سال ۵۹۷ به جنوب انگلستان فرستاد. روند تغییر مذهب معمولاً از بالای سلسله مراتب اجتماعی به سمت پایین پیش می‌رفت، عموماً به صورت مسالمت آمیز صورت می‌گرفت، با گرویدن یک حاکم محلی به مسیحیت، رعایای او نیز اسماً مسیحی می‌شدند. این فرایند اغلب جزئی بود، شاید به دلیل سردرگمی در مورد ماهیت دین جدید، یا به دلیل تمایل به استفاده از بهترین موارد هر دو سنت. یک مورد معروف در این مورد، پادشاه آنگلیا شرقی رادوالد بود که محراب مسیحی را در معبد پاگانی خود برپا کرد. محل دفن مشکوک او در ساتون‌هو تأثیرات مشخصی از آیین‌های تدفین مسیحی و پاگانی را نشان می‌دهد.
آخرین پادشاه پاگان آنگلوساکسون از جوت‌ها پادشاه آروالد از جزیره وایت، در نبرد در ۶۸۶ در مبارزه در برابر تحمیل مسیحیت در پادشاهی خود را کشته شد.
در طول دوره طولانی تهاجم وایکینگ‌ها و استقرار آن‌ها در انگلستان آنگلوساکسون، ایده‌های پاگانی و مناسک مذهبی، عمدتاً در دانلا در طول قرن نهم و به ویژه در پادشاهی نورثامبریا، که آخرین پادشاه آن به عنوان یک کشور مستقل بر آن حکومت کرد، بازگشت کرد. ایالت اریک یکم بود، یک وایکینگ، احتمالاً پاگان و حاکم تا سال ۹۵۴ پس از میلاد.

### اسکاندیناوی
اسکاندیناوی آخرین بخش از اروپای ژرمن بود که که به مسیحیت گروید و بیشترین مقاومت را داشت. از قرون وسطای میانه، سرزمین‌های شمال اروپا به تدریج تحت رهبری آلمانی‌ها به مسیحیت گروید و تحت هدایت کلیسا به دولت‌های ملی تبدیل شد.
بعدها، اشراف‌زادگان آلمانی و اسکاندیناوی قدرت خود را به اقوام فنلاندی، سامی، بالت‌ها و برخی از مردم اسلاو نیز گسترش دادند.

## مشخصات
غسل تعمید کلوویس دو ویژگی مهم مسیحی‌سازی اروپا را برجسته می‌کند. کلوتیلد، همسر کلوویس اول، یک مسیحی‌خلقیدونی بود و نقش مهمی در تغییر مذهب شوهرش داشت. مدت‌ها پیش از غسل تعمید کلوویس، او به پسرانش اجازه تعمید داده بود. با این حال، دلیل قاطع کلوویس برای پذیرفتن ایمان مسیحی، این اعتقاد بود که او از مسیح کمک‌های روحانی دریافت می‌کرد. او در نبرد تولبیاک از مسیح برای پیروزی در نبرد درخواست کرد. کلوویس پیروز شد و پس از آن توسط رمیجوس به او ایمان مسیحی آموزش داده شد.
اینکه فردی پاگان مانند کلوویس می‌تواند از مسیح درخواست کمک کند، سازگاری پاگانیسم ژرمنی را نشان می‌دهد. در سنت‌چندخدایی‌ژرمنی، «اگر درخواست فرد از اودین پذیرفته نمی‌شد، فرد می‌توانست آن درخواست را برای مسیح مطرح کند.» حس انحصارگرایی دینی مسیحیت برای پاگان‌ها ناشناخته بود. در نتیجه، برای پاگان‌ها می‌توانست در تصمیم‌گیری‌های مذهبی آن‌ها سودمند باشد. یک مثال خوب برای این اتفاق، تصویر چندین چکش‌ثور با صلیب‌های حکاکی شده‌است که به عنوان طلسم گردنبند ساخته شده‌است، که باستان شناسان در اسکاندیناوی آن را پیدا کرده‌اند.
غسل تعمید کلوویس یکم نیز عامل مقدس مهمی برای آن‌ها به‌عنوان یک پادشاه ژرمن بود. یک پادشاه ژرمن نه تنها یک حاکم سیاسی بود، بلکه بالاترین مقام مذهبی را برای مردم خود داشت. او را از تبار خدایان می‌دانستند، رهبر فرقه دینی بود و حاصل‌خیزی سرزمین و پیروزی‌های نظامی را بر عهده داشت. بر همین اساس، تغییر دین رهبر آنها تأثیر شدیدی بر مردم او داشت. اگر او قبول عقیده مسیحی را مناسب می‌دانست، این برای آن‌ها نیز ایده خوبی بود.
گرویدن قبایل ژرمنی به‌طور کلی «از بالا به پایین» صورت گرفت (فلچر ۱۹۹۹:۲۳۶)، به این معنا که مبلغان ابتدا قصد داشتند اشراف ژرمنی به مسیحیت بگروند و سپس ایمان جدید خود را بر عموم مردم تحمیل کنند. این به جایگاه مقدس پادشاه در پاگانیسم‌ژرمنی نسبت داده می‌شود: پادشاه موظف است از طرف قوم خود با خدا تعامل داشته باشد، به طوری که عموم مردم هیچ مشکلی در انتخاب شیوه‌های جایگزین برای عبادت توسط پادشاهان‌شان مشاهده نکردند (پادبرگ ۱۹۹۸:۲۹). اگرچه فلچر، ۱۹۹۹:۲۳۸، انگیزه تغییر مذهب را به عملکرد اخلاقیات وفاداری در برابر پاداش که زمینه‌ساز رابطه بین یک پادشاه و همراهانش بود، ربط می‌دهد. در نتیجه، مسیحیت باید برای این جنگ سالاران دوره مهاجرت‌ها به عنوان یک دین قهرمانانه
که برای فاتحان خوشایند می‌بود ساخته می‌شد که با توجه به شکوه و جلال نظامی امپراتوری روم، کار نسبتاً ساده‌ای بود.
بنابراین در ابتدا برای ژرمن‌ها مسیحیت را به عنوان یک جایگزین برای آیین بومی آن‌ها ارائه شد. حاصل این‌کار تلفیق‌گرایی عناصر پاگانیسم و مسیحیت بود، برای مثال تشابه بین اودین و عیسی. تصویری زیبا از این تمایلات، شعر آنگلوساکسون رؤیای رود است، که در آن عیسی در نقش قهرمانانه یک جنگجوی ژرمنی نقش بسته‌است، که با مرگ خود سرسختانه و حتی مشتاقانه روبرو می‌شود. صلیب، طوری صحبت می‌کند که گویی عضوی از گروه نگهبانان مسیح است، در حالی که مرگ خالق خود را تماشا می‌کند، سرنوشت خود را می‌پذیرد و سپس توضیح می‌دهد که مرگ مسیح یک شکست نبود، بلکه یک پیروزی بود. این در تطابق مستقیم با آرمان‌های پاگان‌های ژرمنی و وفاداری به ارباب است.

## تحولات بعدی
در امپراتوری مقدس روم در آلمان قرون وسطا، یک جنگ قدرت مداوم بین امپراتور و پاپ وجود داشت که نمونه آن مناقشه اعطای مقام بود.
از قرن شانزدهم، اصلاحات پروتستانی به اوج خود رسید و در سرزمین‌هایی که به زبان‌های ژرمنی صحبت می‌شد (هلند، آلمان، اسکاندیناوی، بریتانیا) شکل گرفت. آخرین امپراتور آلمان که توسط پاپ تاجگذاری کرد ماکسیمیلیان یکم در سال ۱۴۹۳ بود. شکاف مذهبی در نهایت منجر به جنگ سی‌ساله (۱۶۱۸–۱۶۴۸) شد که در نهایت به پیمان وستفالی (۱۶۴۸) و شکاف در مسیحیت آلمانی شد که تا امروز وجود دارد: بیشتر اتریش، لوکزامبورگ، فلاندر دوک نشین برابانت، جنوب (به ویژه بایرن) و آلمان غربی (به ویژه زارلاند و راینلند بخشی از نوردراین-وستفالن) کاتولیک باقی ماندند در حالی که آلمان شمالی و شرقی (به ویژه پروس) لوتری باقی ماندند. در زمان صلح، مذهب حاکم لوتری یا کاتولیک، مذهب رعایایش را تعیین می‌کرد. آخرین پاپ آلمانی، پاپ بندیکت شانزدهم، در جنوب آلمان (باواریا) به دنیا آمد و نتیجه این شکاف بود. قلمروهای سابق زبان کاتولیک باقی ماندند (به استثنای ژنو و سایر مناطق فرانسوی زبان در سوئیس) در حالی که اسکاندیناوی لوتری باقی ماند.

## فهرست مبلغان
مبلغان مسیحی در نزد مردم ژرمن:
در نزد گوت‌ها
- اولفیلاس (گوت، ۳۴۱–۳۸۳)

در نزد لمباردها
- سنت سورینوس نوریکوم (قرن ۵)
  - یوگیپوس

در نزد آلامانی‌ها
- فریدولین ساکینگن
- کلمبانوس (ایرلندی، قرن ششم)
  - سنت گال

در نزد آنگلوساکسون‌ها
- لیوهارد کانتربری (قرن ششم)
- آگوستین کانتربری (۵۹۷–۶۰۴)
  - لارنس کانتربری
  - ملیتوس
- چاد مرسیا (قرن هفتم)
- سنت هونوریوس (قرن هفتم)
- آیدان لیندیسفارن (قرن هفتم)

در نزد امپراتوری فرانک‌ها
- سنت ترودپرت (ایرلندی، قرن هفتم)
- سنت رامبولد
- سنت بونیفایس (انگلیسی، قرن هشتم)
  - سنت والپورگا ، سنت ویلیبالد و سنت وینیبالد (برادر و برادران انگلیسی در حال کمک به سنت بونیفاس)
- سنت ویلفرد
- سنت ویلیبرورد
- سنت ویلهاد
- سنت لوبوین
- سنت لیوجر
- سنت اوالد
- سنت سویتبرت کایزرسورث
- سنت پیرمین (قرن هشتم)
- شارلمانی

در نزد باواریایی‌ها
- سنت کوربینین (قرن هشتم)

در نزد اسکاندیناوی
- انسگر (قرن نهم)